# Sipalolasma ophiriensis
Sipalolasma ophiriensis là một loài nhện trong họ Barychelidae. Loài này phân bố ờ Malaysia.